# Pluneret
Pluneret település Franciaországban, Morbihan megyében. Lakosainak száma 6257 fő (2022. január 1.). Pluneret Sainte-Anne-d’Auray, Plumergat, Plescop, Plougoumelen, Le Bono, Auray és Brech községekkel határos.

## Népesség
A település népességének változása:
| Lakosok száma | 1630 | 2333 | 3195 | 4554 | 5304 | 5473 | 5722 | 5905 | 6023 | 6257 |
|               | 1968 | 1982 | 1990 | 2006 | 2013 | 2015 | 2017 | 2019 | 2020 | 2022 |